# Cycnoches densiflorum
Cycnoches densiflorum är en orkidéart som beskrevs av Robert Allen Rolfe. Cycnoches densiflorum ingår i släktet Cycnoches, och familjen orkidéer.
Artens utbredningsområde är Colombia. Inga underarter finns listade i Catalogue of Life.